# Hvid admiral
Hvid admiral (Limenitis camilla) er en sommerfugl i takvingefamilien. Den voksne sommerfugl ses ofte i skovlysninger, gerne med frodig underskov med bevoksninger af blomstrende brombær. Den hvide admiral kan i Danmark træffes fra starten af juli til lidt ind i august. Perioden påvirkes dog meget af vejret. I varme forår ses sommerfuglen tidligere, kølige somre forlænger flyvetiden længere ind i august. Hyppigheden af den hvide admiral afhænger meget af temperaturen i forsommeren.

## Forekomst i Danmark og Norden
Arten er temmelig sjælden i Danmark. Danmark ligger på sommerfuglens nordgrænse. I øjeblikket findes den så vidt vides ikke i de andre nordiske lande (per 1996). I Danmark er den specielt udbredt på Bornholm, i Nordsjælland og på Lolland-Falster, mens Jylland og Fyn ikke har huset den siden 1986.

## Udseende
Den hvide admiral har sort overside, med et tydeligt hvidt bånd der løber over både for- og bagvinger. Ses sommerfuglen fra oversiden, kan den forveksles med hanner af iris og store eksemplarer af nældesommerfugl. Den hvide admirals underside er dog helt unik. Her findes tegninger i rustrødt, perlemor og blågrå.
Hunnen er en anelse større end hannen, dens vingefang er omkring 55 mm.
- Hvid admiral
- Hvid admiral △

## Livscyklus
1-2 uger efter ægget er lagt klækkes det og larven kommer frem. Ved slutningen af sommeren i august-september spinder den sig et skjul af blade og overvintrer deri. Når værtsplanten, som ægget er lagt på, vågner næste forår vågner larven også og æder løs. I begyndelsen af juni er den udvokset og forpupper sig. Puppen af den hvide admiral er særligt smuk. Den er grøn med sølvfarvede pletter og horn.

## Foderplanter
Almindelig Gedeblad (også kaldet Kaprifolie), Dunet Gedeblad og Snebær.

## Galleri
| Galleri med danske arter i Takvingefamilien |
| --- |
| Egentlige takvinger ↓ - Perlemorsommerfugle ↓ Randøjer ↓ - Monark - Leptidea sinapis - Iris - Apatura iris - Poppelsommerfugl - Limenitis populi - Hvid admiral - Limenitis camilla Egentlige takvinger - Kirsebærtakvinge - Nymphalis polychloros - Østlig takvinge - Nymphalis xanthomelas - Det hvide L - Nymphalis vaualbum - Sørgekåbe - Nymphalis antiopa - Dagpåfugleøje - Aglais io - Admiral - Vanessa atalanta - Tidselsommerfugl - Vanessa cardui - Nældens takvinge - Aglais urticae - Det hvide C - Polygonia c-album - Nældesommerfugl - Araschnia levana Pletvinger - Okkergul pletvinge Melitaea cinxia - Mørk pletvinge Melitaea diamina - Brun pletvinge Mellicta athalia - Askepletvinge Euphydryas maturna - Hedepletvinge Euphydryas aurinia Perlemorsommerfugle - Kejserkåbe Argynnis paphia - Østlig perlemorsommerfugl - Argynnis laodice - Markperlemorsommerfugl Argynnis aglaja - Skovperlemorsommerfugl Argynnis adippe - Klitperlemorsommerfugl - Argynnis niobe - Storplettet perlemorsommerfugl Issoria lathonia - Engperlemorsommerfugl Brenthis ino - Moseperlemorsommerfugl Boloria aquilonaris - Brunlig perlemorsommerfugl Boloria selene - Rødlig perlemorsommerfugl Boloria euphrosyne - Violet perlemorsommerfugl Clossiana dia Randøjer - Galathea Melanargia galathea - Sandrandøje Hipparchia semele - Skovbjergrandøje Erebia ligea - Græsrandøje Maniola jurtina - Engrandøje Aphantopus hyperanthus - Buskrandøje Pyronia tithonus - Moserandøje Coenonympha tullia - Okkergul randøje Coenonympha pamphilus - Perlemorrandøje Coenonympha arcania - Herorandøje Coenonympha hero - Skovrandøje Pararge aegeria - Vejrandøje Lasiommata megera - Skovvejrandøje Lasiommata maera - Bjergvejrandøje Lasiommata petropolitana |